# Luise Ey
Luise Ey (* 18. Februar 1854 im Eichsfeld in Thüringen; † 17. Mai 1936 in Pinneberg bei Hamburg) war eine deutsche Philologin, Übersetzerin und Romanistin mit dem Schwerpunkt auf portugiesischer Sprache und Literatur (Lusitanistin).

## Leben
Zunächst war Ey Klavierlehrerin in Berlin, ging dann nach Lübeck, wo sie ihr Staatsexamen als Lehrerin ablegte. In Karlsruhe war sie dann zwei Jahre als Lehrerin tätig.
Nach einem Aufenthalt in Paris ging sie 1883 nach Porto, um Französisch an der dortigen Deutschen Schule zu lehren. Sie lebte bis 1896 in Portugal und vertiefte dort ihre Kenntnisse der dortigen Sprache und Literatur.
Seit ihrer Rückkehr nach Deutschland verbreitete sie dort die portugiesische Sprache und Literatur.
Auch war sie mit einer anderen bedeutenden Lusitanistin und Romanistin befreundet, nämlich mit Carolina Michaëlis de Vasconcelos.
Zwischen 1905 und 1906 lebte sie erneut in Portugal.
Von 1909 bis 1923 unterrichtete sie Portugiesisch an verschiedenen Hochschulen in Hamburg und übersetzte einige portugiesische Autoren ins Deutsche, so z. B. José Maria Eça de Queiroz, den bekanntesten.
Sie war seit 1908 korrespondierendes Mitglied der Geographischen Gesellschaft von Lissabon. 1924 erhielt sie in Portugal den „Santiago-Orden“ für ihre Verdienste um die portugiesische Kultur.
Zusammen mit Carolina Michaelis de Vasconcelos und Ray-Güde Mertin gilt sie als eine der bedeutendsten Lusitanistinnen Deutschlands.

## Werke (Auswahl)
- Taschenbuch der portugiesischen und deutschen Sprache, Berlin, 1909.
- Neuere portugiesische Schriftsteller, Band II, Guerra Junqueiro, Julius Groos Verlag, Heidelberg, 1920.
- Portugiesische Konversations-Grammatik, Julius Groos Verlag, Heidelberg, 1926.
- Kleine portugiesische Sprachlehre, Heidelberg, 1928.